# Malomir (Jambol)
Malomir (Bulgaars: Маломир) is een dorp in de Bulgaarse gemeente Toendzja, oblast Jambol. Het dorp ligt 22 km ten zuiden van Jambol en 265 km ten zuidoosten van Sofia.

## Bevolking
De eerste officiële volkstelling van 1934 registreerde 3.238 inwoners. Dit aantal groeide tot een hoogtepunt van 3.469 inwoners in 1946. Tot 1965 schommelde het inwonersaantal rond de 3.300 personen. Vanaf dat moment nam het inwonersaantal in een rap tempo af. Op 31 december 2019 telde het dorp precies 592 inwoners.
| Jaar           | 1934  | 1946  | 1956  | 1965  | 1975  | 1985  | 1992  | 2001  | 2011 | 2019 |
| -------------- | ----- | ----- | ----- | ----- | ----- | ----- | ----- | ----- | ---- | ---- |
| Inwonersaantal | 3.238 | 3.469 | 3.352 | 3.303 | 2.540 | 2.043 | 1.729 | 1.375 | 820  | 592  |

Van de 820 inwoners reageerden er 811 op de optionele volkstelling van 2011. Zo’n 751 personen identificeerden zichzelf als etnische Bulgaren (93%), gevolgd door 32 etnische Roma (4%).
Het dorp heeft een ongunstige leeftijdsopbouw. Van de 820 inwoners die in februari 2011 werden geregistreerd, waren er 42 jonger dan 15 jaar oud (5%), 346 inwoners waren tussen de 15-64 jaar oud (42%), terwijl er 432 inwoners van 65 jaar of ouder werden geteld (53%).